# Municipio de Kego
El municipio de Kego (en inglés: Kego Township) es un municipio ubicado en el condado de Cass en el estado estadounidense de Minnesota. En el año 2010 tenía una población de 505 habitantes y una densidad poblacional de 5,42 personas por km².

## Geografía
El municipio de Kego se encuentra ubicado en las coordenadas 47°1′44″N 94°13′53″O / 47.02889, -94.23139. Según la Oficina del Censo de los Estados Unidos, el municipio tiene una superficie total de 93.1 km², de la cual 81,01 km² corresponden a tierra firme y (12,98 %) 12,09 km² es agua.

## Demografía
Según el censo de 2010, había 505 personas residiendo en el municipio de Kego. La densidad de población era de 5,42 hab./km². De los 505 habitantes, el municipio de Kego estaba compuesto por el 84,36 % blancos, el 0,2 % eran afroamericanos, el 13,07 % eran amerindios, el 0,2 % eran asiáticos y el 2,18 % eran de una mezcla de razas. Del total de la población el 0,2 % eran hispanos o latinos de cualquier raza.